# Stefan Kurcinac
Stefan Kurcinac (Irig, 4 april 1948) is een voormalig Joegoslavisch voetballer van Kroatische afkomst die als aanvaller speelde.

## Loopbaan
Hij speelde in zijn geboorteland lang voor achtereenvolgens FK Bačka, FK Vojvodina en NK Dinamo Vinkovci voordat hij in 1975 bij FC VVV kwam. Bij zijn debuut op 17 augustus 1975 scoorde hij in een thuiswedstrijd tegen Wageningen de enige en tevens winnende treffer (1-0). In Venlo groeide hij uit tot een veelvuldig scorende, maar zeer grillige rechterspits die regelmatig in botsing kwam met zijn trainers. In 1979 tekende hij een tweejarig contract bij KV Mechelen, maar na één jaar hield hij het daar voor gezien en keerde hij weer terug naar FC VVV. Daar speelde Kurcinac nog één seizoen waarna hij afbouwde bij de amateurs van RFC Roermond en Tiglieja. Na afloop van zijn spelersloopbaan bleef hij in Limburg wonen.

## Profstatistieken
| Seizoen | Club            | Land        | Competitie      | Duels | Goals |
| ------- | --------------- | ----------- | --------------- | ----- | ----- |
| 1969/70 | FK Vojvodina    | Joegoslavië | Prva Liga       | 6     | 0     |
| 1970/71 | Dinamo Vinkovci | Joegoslavië | 2. Savezna liga | 29    | 10    |
| 1971/72 | Dinamo Vinkovci | Joegoslavië | 2. Savezna liga | 34    | 16    |
| 1972/73 | Dinamo Vinkovci | Joegoslavië | 2. Savezna liga | 33    | 17    |
| 1973/74 | Dinamo Vinkovci | Joegoslavië | 2. Savezna liga | 13    | 7     |
| 1974/75 | Dinamo Vinkovci | Joegoslavië | 3. Savezna liga | 20    | 7     |
| 1975/76 | FC VVV          | Nederland   | Eerste divisie  | 35    | 20    |
| 1976/77 | FC VVV          | Nederland   | Eredivisie      | 34    | 10    |
| 1977/78 | FC VVV          | Nederland   | Eredivisie      | 31    | 6     |
| 1978/79 | FC VVV          | Nederland   | Eredivisie      | 25    | 2     |
| 1979/80 | KV Mechelen     | België      | Tweede klasse   | 25    | 7     |
| 1980/81 | FC VVV          | Nederland   | Eerste divisie  | 26    | 7     |
| Totaal  | Totaal          | Totaal      | Totaal          | 311   | 109   |